# Maison de Moncada
 (novembre 2015).
Si vous disposez d'ouvrages ou d'articles de référence ou si vous connaissez des sites web de qualité traitant du thème abordé ici, merci de compléter l'article en donnant les références utiles à sa vérifiabilité et en les liant à la section « Notes et références ».
La Maison de Moncada est une famille noble originaire de Catalogne au XIe siècle, intervenant en Espagne, Sicile, dans l'Empire byzantin et les Pays-Bas espagnols, depuis les XIIIe siècle et XIVe siècle.

## Historique
La famille est originaire du village de Montcada i Reixac (près de Barcelone). Le nom du village et donc de la famille viendrait de Mons catanus : « mont aux genévriers »[réf. souhaitée].
La famille Moncada apparait au XVe siècle. En 1456, Guglielmo Raimondo V de Moncada, comte d'Adernò, acquert la ville de Paternò (province de Catane).
Les Moncada obtiennent l'élévation de Paternò en Principauté de Moncada en 1565, par un privilège accordé par le roi Philippe II d'Espagne.

## Personnalités
- Luis Guillermo de Moncada Aragón Luna de Peralta y de La Cerda
- Guillaume-Raymond de Moncade (ca), sénéchal de Barcelone, seigneur de Tortose († 1173)
- Guillaume de Moncade (ca)
- Guillaume Ier de Béarn, fils du précédent
- Guillaume II de Béarn
- Gaston VI de Béarn
- Gaston VII de Béarn
- Marguerite de Béarn
- Constance de Moncade
- Francisco de Moncada